# Carachi
I Carachi (Caraciai o più raramente Caracai, traslitterato da qaraçaylıla; in russo: къарачайлыла) sono un gruppo etnico di origine turca della Repubblica di Karačaj-Circassia, in Russia. Spesso i Carachi si autodefiniscono Alani (аланла, tr. alanla).

## Storia
Come molti altri gruppi etnici del Caucaso, i Carachi si autodefiniscono discendenti degli Alani. Lo stato di Alania si stabilì nel Medioevo con capitale in Maghas, che alcuni storici localizzano nelle montagne attualmente abitate dai Carachi (altri nella moderna Inguscezia o nell'Ossezia del Nord). Nel XIV secolo l'Alania fu distrutta da Tamerlano e la popolazione, decimata dagli attacchi, si disperse tra le montagne. L'invasione di Tamerlano introdusse, tra le altre cose, l'Islam.
Nel 1828, l'esercito russo si introdusse nel territorio dei Carachi e, dopo una serie di battaglie, la zona fu formalmente annessa alla Russia. Nel 1831 - 1860, i Carachi supportarono le sanguinose rivolte dei popoli caucasici contro l'Impero russo. Nel periodo 1861 - 1880, per sfuggire alle repressioni, molti Carachi si rifugiarono in Turchia. Tra il 1º gennaio 1921 e il 31 dicembre 1930 (primo periodo sovietico), le autorità bolsceviche repressero definitivamente la resistenza caraca. Nel 1942 la regione fu poi invasa dalla Germania nazista.
Nel novembre del 1943, il popolo fu forzatamente trasferito nelle aree desertiche del Kazakistan e del Kirghizistan. La popolazione, in quel periodo, era composta principalmente da donne e bambini, con un numero esiguo di uomini anziani, in quanto tutti gli uomini si trovavano al fronte per combattere i nazisti. Con una serie di malattie (tra cui il colera e il tifo) circa il 35% della popolazione morì nel giro di due anni (soprattutto bambini: su 28.000 ne sopravvissero solo 6.000). Oggi alcuni anziani carachi ricordano quei momenti con queste parole: Quel periodo fu terribile per il popolo caraco: fame, espulsioni di massa, violenze da parte dei militari russi. E molti carachi preferirono morire piuttosto che chiedere pietà davanti a tutti gli altri e macchiare l'onore della propria famiglia.
Dopo 14 anni, durante l'era di Nikita Chruščёv, fu finalmente data ai Carachi la possibilità di fare ritorno nelle proprie terre d'origine.

## Cultura
Il dialetto caraco fa parte delle lingue caraco-balcare, della famiglia linguistica turca. I Carachi sono per la maggior parte sunniti. Spesso fondono le loro tradizioni religiose arcaiche con quelle dell'Islam.
I Carachi vivono in comunità divise in clan e famiglie: Uidegi – Ataul – Tukum – Tiire. Il loro stile di vita si basa su un'indipendenza e libertà assolute. Non offendono mai gli ospiti e sono molto rispettosi verso le genti straniere. La codardia è la vergogna più grande per l'uomo.